# Гвінейниця оливкова
Гвінейниця оливкова (Kempiella flavovirescens) — вид горобцеподібних птахів родини тоутоваєвих (Petroicidae). Ендемік рівнинних тропічних лісів Нової Гвінеї.

## Таксономія
Оливкову гвінейницю раніше відносили до роду Гвінейниця (Microeca), однак після публікації 2011 року результатів молекулярно-філогенетичного дослідження цей вид перемістили до відновленого роду Жовтонога гвінейниця (Kempiella).